# Lepidoneura africalis
Lepidoneura africalis är en fjärilsart som beskrevs av George Francis Hampson 1899. Lepidoneura africalis ingår i släktet Lepidoneura och familjen Crambidae. Inga underarter finns listade i Catalogue of Life.